# Santa María (Valparaíso)
Santa María is een gemeente in de Chileense provincie San Felipe de Aconcagua in de regio Valparaíso. Santa María telde 15.241 inwoners in 2017 en heeft een oppervlakte van 166 km².

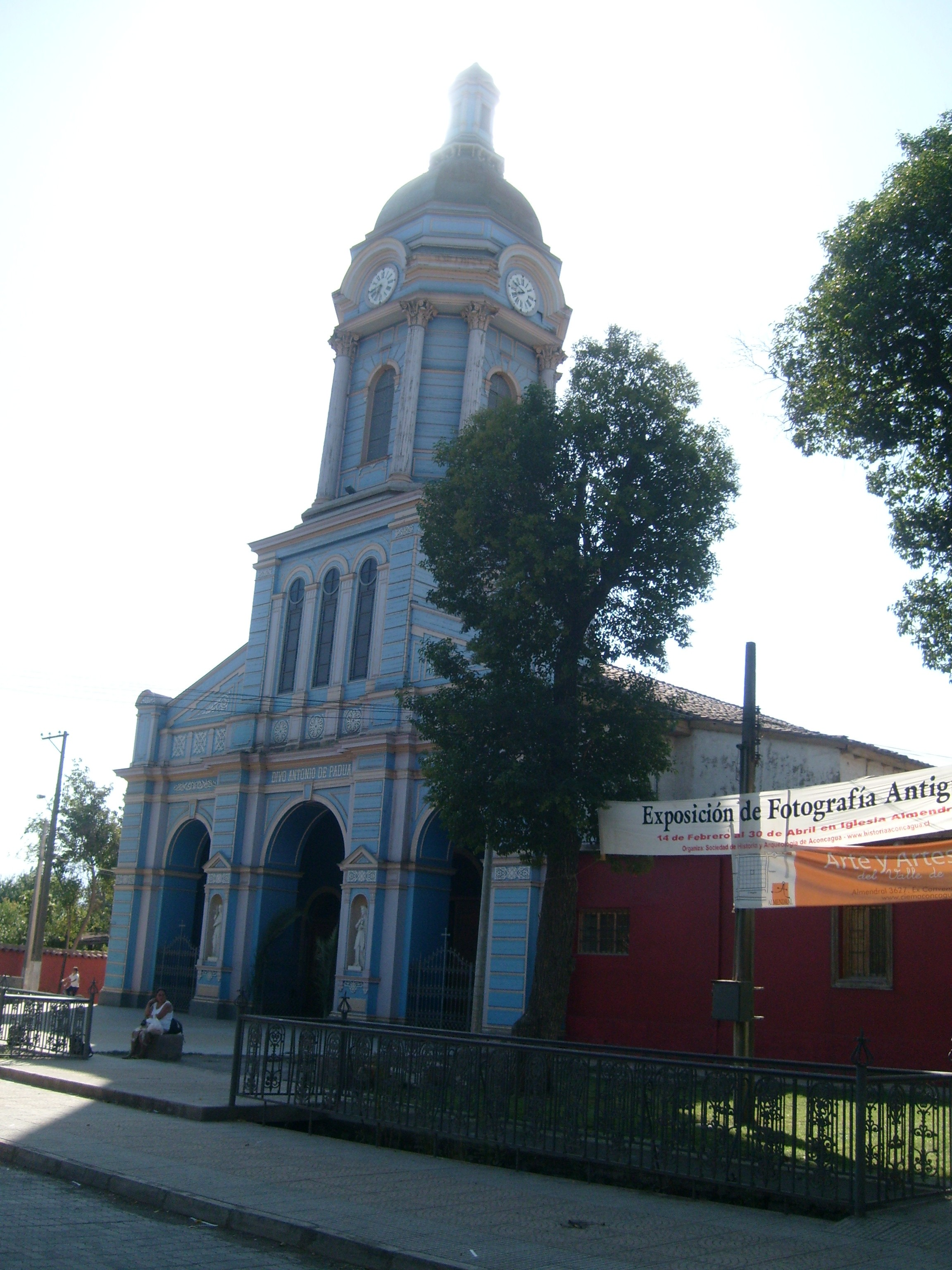
El Almendral

- Library of Congress Control Number: n91080985
- Nationale Bibliotheek van Israël: 987007567776005171
- Virtual International Authority File: 144385068